# The Spark (Enter Shikari)
The Spark è il quinto album in studio del gruppo musicale britannico Enter Shikari, pubblicato il 22 settembre 2017.
Acclamato dalla critica come i precedenti lavori del gruppo, segna un netto distaccamento, sia in termini di sonorità che dei temi trattati, dalle altre loro produzioni, ed è stato definito il loro album più intimo e melodico.

## Descrizione
Prodotto da Rou Reynolds (alla sua prima esperienza come produttore singolo) in coppia con David Kosten (alla sua prima collaborazione con gli Enter Shikari, dopo la pluriennale esperienza degli Enter Shikari con il produttore britannico Dan Weller), The Spark è stato registrato tra il Northamptonshire e Londra nella prima metà del 2017 e in due sessioni differenti separate l'una dall'altra dal tour tenuto dagli Enter Shikari in celebrazione del decimo anniversario dall'uscita del loro album di debutto Take to the Skies. La sua pubblicazione viene annunciata il 1º settembre 2017, venendo anticipata dai singoli Live Outside, Rabble Rouser e Undercover Agents. L'album, che segna l'abbandono del gruppo dell'etichetta statunitense Hopeless Records dopo 5 anni di contratto, è stato reso disponibile per l'acquisto in diversi formati, tra cui quello comprendente l'EP Live Slow. Die Old., contenente i singoli stand-alone pubblicati dal gruppo dal 2013 al 2017.

Il cantautore e tastierista Rou Reynolds ha motivato così la scelta del titolo The Spark (let. La scintilla):
La copertina, raffigurante una tastiera con un radar ad essa assemblato, sta invece a significare, sempre secondo Reynolds, come la musica possa guidare attraverso i periodi difficili e le avversità, e di aver scelto come strumento musicale da raffigurare una tastiera poiché quelle vintage sono state una grande influenza per il sound finale dell'album.
In promozione dell'album, a partire dal novembre 2017 gli Enter Shikari si sono imbarcati nel tour internazionale In Celebration of The Spark.

## Stile e influenze
(Rou Reynolds)

La scrittura dei testi, definiti più personali ma comunque spesso riguardanti anche i problemi economici e sociali del mondo contemporaneo (come ad esempio la questione Brexit), è stata fortemente influenzata dagli attacchi di panico, l'ansia e l'insonnia dei quali Reynolds ha sofferto nei precedenti due anni, dalla delusione riguardante i recenti avvenimenti nel mondo politico sia britannico che statunitense, dalla morte dei suoi nonni e dalla separazione dalla sua compagna. I testi sono inoltre ispirati dalle letture di filosofi e autori quali Rousseau, Schopenhauer e Kafka, e hanno come principale argomento la rinascita interiore, la speranza e l'autoconsapevolezza dell'individuo:
(Rou Reynolds)

Musicalmente, The Spark è stato definito l'album più melodico degli Enter Shikari. Al suo interno sono ridotte le influenze punk e metal dei precedenti lavori in favore della musica elettronica, e un maggiore approccio a elementi tipici del pop rock, anche se sono comunque presenti pesanti riff di chitarra in alcuni brani; inoltre il cantante Rou Reynolds fa uso del rapping come anche del baritono e del falsetto, spesso anche nella stessa canzone. Reynolds ha così motivato l'allontanamento della band dalle sue vecchie sonorità:
Ispirazioni alla scrittura dell'album sono stati artisti post-punk degli anni ottanta e novanta come Depeche Mode, Joy Division e The Sound (lo stesso Rou Reynolds lo definisce come «l'album che ha segnato il nostro momento post-punk»), e Reynolds dichiara di essersi personalmente ispirato all'intrepidezza nel cambiare spesso tono di canto di David Bowie, del quale ha ristudiato tutto il suo repertorio dopo la sua scomparsa nel 2016. Sempre Reynolds cita correnti artistiche quali il minimalismo, il brutalismo e il retrofuturismo come influenze nella composizione del disco nel suo insieme.

## Accoglienza

### Giudizio della critica
| Recensione        | Giudizio |
| ----------------- | -------- |
| AllMusic          |          |
| Alternative Press |          |
| Dead Press!       |          |
| Dork              |          |
| Drowned in Sound  |          |
| The Guardian      |          |
| Kerrang!          |          |
| Genre Is Dead!    |          |
| The Independent   |          |
| La Grosse         |          |
| Metal Wani        |          |
| theMusic          |          |
| NME               |          |
| The Prelude Press | positivo |
| Punktastic        | positivo |
| Racket Magazine   |          |
| Rock Sins         |          |
| Sputnikmusic      |          |
| Wall of Sound     |          |

Come A Flash Flood of Colour e The Mindsweep, anche The Spark ha ricevuto molte recensioni positive dalla critica specializzata, venendo lodato in particolare per l'utilizzo di sonorità più melodiche rispetto ai loro standard che rimangono comunque fedeli allo stile della band e venendo definito il loro album più "intimo" e maturo. Sull'aggregatore di recensioni Metacritic ha totalizzato un punteggio di 74/100, basato su 11 recensioni.
Nella recensione del sito web Genre Is Dead! il disco viene definito «un capolavoro» e vengono premiati l'abilità sia nel canto che nella scrittura dei testi del cantante Rou Reynolds e l'orecchiabilità dei ritornelli, mentre theMusic, nella sua breve recensione, paragona le sonorità del disco a quelle dei The Prodigy e dei Midnight Oil. Dom Vigil di The Prelude Press asserisce invece che l'album, secondo lui il più dinamico e pregno di significato degli Enter Shikari, sta a ricordare agli ascoltatore che «no, non sono soli, e che sì, c'è qualcosa che possono fare per migliorare loro stessi e il resto del mondo». Racket Magazine scrive che «anche se la band è senz'altro maturata, non ha comunque perso la passione presente nei loro precedenti lavori».
Zach Redrup di Dead Press! giudica positivamente il cambiamento nei temi dei testi del gruppo in The Spark e lodando la scelta di preferire la melodia e la coesione musicale all'abrasività e all'eccentricità per trasmettere un messaggio diretto alle persone che soffrono, dicendo che «quando si raggiungono tempi veramente duri a livello globale, è facile dimenticarsi dei nostri problemi personali». Ali Shutler di Dork, similmente, scrive che il gruppo ha trovato la pace nel suo caos per «trasformare il politico nel personale», e chiama il disco «differente come non mai». Anche i recensori di The Independent apprezzano il cambiamento di stile del gruppo nella loro recensione, nella quale vengono lodate le parti orchestrali e il cantato di Rou Reynolds, definendo «superba e cruda» l'emozione che lascia trapelare.
The Guardian definisce The Spark come il loro album più «mainstream e introspettivo», pur rimanendo imprevedibile e ambizioso nel suo sound. Anche AllMusic lo definisce il loro album più commerciale, e lo descrive come «un amalgama radio-friendly di elettropop, dance rock e grime passata attraverso il filtro emo». Punktastic, che descrive l'album come equalmente divertente, commovente e assurdo, dichiara che The Spark segna il primo passo degli Enter Shikari nel mainstream e li certifica come «una delle migliori (se non la migliore) band del Regno Unito». NME, infine, lo definisce un «tumultuoso tributo a un mondo in rovina».
Nel 2018 l'album viene premiato come miglior album dell'anno ai Kerrang! Awards.

### Successo commerciale
Pur non raggiungendo le vendite a livello internazionale di The Mindsweep, The Spark è riuscito a debuttare nel Regno Unito alla quinta posizione, risultando l'album di un artista indipendente più venduto della settimana e il secondo di un artista rock, dietro Concrete and Gold dei Foo Fighters. È il terzo miglior debutto nella classifica britannica per gli Enter Shikari, dopo che Take to the Skies e A Flash Flood of Colour debuttarono entrambi alla quarta posizione. A livello internazionale si è classificato, oltre che in Australia, nella Independent Albums negli Stati Uniti, in Australia e in pochi altri paesi europei.

## Tracce
Testi di Rou Reynolds, musiche degli Enter Shikari.
1. The Spark – 0:49
2. The Sights – 3:20
3. Live Outside – 3:40
4. Take My Country Back – 3:43
5. Airfield – 4:52
6. Rabble Rouser – 4:25
7. Shinrin-Yoku – 4:15
8. Undercover Agents – 4:30
9. The Revolt of the Atoms – 4:44
10. An Ode to Lost Jigsaw Pieces – 5:57
11. The Embers – 0:48

Tracce bonus nell'edizione giapponese
1. Redshift – 3:57
2. Supercharge (ft. Big Narstie) – 3:32

## Formazione
Enter Shikari
- Rou Reynolds – voce, chitarra, pianoforte, tastiera, programmazione, tromba
- Rory Clewlow – chitarra, mbira, voce secondaria
- Chris Batten – basso, organo, voce secondaria
- Rob Rolfe – batteria, percussioni, cori

Altri musicisti
- David Kosten – tastiera e programmazione aggiuntive
- Augusta Harris – violoncello
- Will Harvey – violino

Cori
- Julz Baldwin
- Eman Kwenortey
- Nathan Killham
- Jamie Whymark
- Alex Cribbs
- Jack Goodwin
- Lee Jeffrey
- Matt Pendell
- Arun Chamba
- William Tallis
- Matt Knowles
- Daniel Griffin
- Nathan Harlow
- Adam Holdsworth
- Zac Houili
- George Rockett
- Ben Gibson
- Patrick O'Hanlon
- Clementyne Lavender
- Danny Price
- Jonathan Kogan
- Leo Taylor
- Hollie Robinson
- Zoe London
- Lee Burgess
- Ian Drayner
- James Power
- Corinne Cumming
- Fraser Woodhouse
- Pip Newby

Produzione
- David Kosten – produzione, registrazione, missaggio
- Rou Reynolds – produzione, registrazione aggiuntiva, direzione artistica
- Tim Morris – registrazione
- Luke Gibbs – assistenza tecnica
- Bob Ludwig – mastering (eccetto LP)
- Stuart Hawkes – mastering LP
- Richard Littler – design, layout, editing foto
- Ian Johnsen – direzione artistica
- Jennifer McCord – fotografia gruppo
- Agata Wolanska – fotografia

## Classifiche
| Classifica (2017)          | Posizione massima |
| -------------------------- | ----------------- |
| Australia                  | 56                |
| Austria                    | 50                |
| Belgio (Fiandre)           | 68                |
| Belgio (Vallonia)          | 173               |
| Germania                   | 60                |
| Paesi Bassi                | 101               |
| Regno Unito                | 5                 |
| Regno Unito (independent)  | 1                 |
| Regno Unito (rock & metal) | 2                 |
| Stati Uniti (independent)  | 27                |